# Halfopen klinker
Een halfopen klinker of open-mid klinker is een klinker waarvan de articulatie wordt gekenmerkt door het feit dat de tong zich ten opzichte van de mondbodem ongeveer op twee derde van de afstand tussen de articulatie van een open klinker en die van een middenklinker bevindt.
In het Internationaal Fonetisch Alfabet worden de volgende zes halfopen klinkers onderscheiden
- ongeronde halfopen voorklinker [ɛ]?
- geronde halfopen voorklinker [œ]?
- ongeronde halfopen centrale klinker [ɜ]?
- geronde halfopen centrale klinker [ɞ]?
- ongeronde halfopen achterklinker [ʌ]?
- geronde halfopen achterklinker [ɔ]?